# ボクのふたつの翼
『ボクのふたつの翼』（ボクのふたつのつばさ）は、唯登詩樹による日本の漫画作品。『ウルトラジャンプ』（集英社）で連載された。単行本は全5巻。

## ストーリー
女子高生市丸ひろみのいとこ栢木真琴が同居することになり、9年ぶりに会うひろみは幼い時の記憶から相当なイケメンになっていると期待していたところにやってきたのは背が高くてミニスカのFカップ!実はあの美女が真琴であり、両性具有だったのだ。そんな秘密をもった真琴自身に自覚はあるのかないのか、ひろみの学園ライフはハラハラの毎日に。さらに真琴が恋に落ち、事態は複雑化されていくラブコメディ。

## 登場人物

### 1年A組
栢木真琴（かしわぎ まこと）
両性具有。本作の主人公。
市丸ひろみ（いちまる ひろみ）
真琴の従姉。
亮祐（りょうすけ）
ひろみに対して片思い。
直哉（なおや）
ひろみに対して片思い。
諸里栞奈（もろさと　かんな）
レズビアン。真琴の男性としての初体験の相手となる。
久松友樹（ひさまつ　ともき）
体は男だが心は女（性同一性障害）。性対象も男性である。
美由紀（みゆき）
性に関する知識が豊富で真琴やひろみからよく相談を受ける。

### 1年B組
高石彩愛（たかいし　あやめ）
真琴が恋愛感情を持つが拒否、後に昂平と交際。
小松原玲美（こまつばら　たまみ）
栞奈の元彼女。

### その他
市丸香菜子（いちまる かなこ）
ひろみの義母。後に真琴の実母であることが判明。
久松昂平（ひさまつ　こうへい）
久松友樹の兄。真琴と交際→別れ。後に彩愛と交際。
森内圭悟（もりうち　けいご）
ひろみの元彼→復縁→別れ→真琴と交際。
諸里翠（もろさと　みどり）
クラス担任。栞奈の姉。
美和子（みわこ）
校医。翠とは友達。

## 単行本
1. ISBN 978-4-0887-6437-5 発売：2003年4月18日
2. ISBN 978-4-0887-6535-8 発売：2003年11月19日
3. ISBN 978-4-0887-6681-2 発売：2004年9月17日
4. ISBN 978-4-0887-6778-9 発売：2005年3月18日
5. ISBN 978-4-0887-7007-9 発売：2005年12月19日